# Guthi Országh Mihály

Ősei a Gutkeled nemzetségből származtak

Guthi Országh Mihály vagy Guti Ország Mihály (1410 körül – 1484) főkamarás, főkincstartó, ajtónállómester, Hunyadi Mátyás magyar király nádora.

## Élete
A nagy múltú Gutkeled nemzetség egyik legszegényebb, szabolcsi ágából (Farkas-ág) származott. Országh Gáspár és Parlagi Katalin fia; két bátyja (egyikük Országh János tárnokmester) és egy öccse volt. Első felesége Rozgonyi Borbála, második kusalyi Jakcs Anna volt. Négy fia és négy lánya született. Első házassága révén emelkedett a bárók sorába.
Politikai pályafutását Luxemburgi Zsigmond király udvarában kezdte. 1430-38-ban világosvári várnagy és zarándi ispán volt. 1433-ban főkamarásnak nevezték ki, és innentől kezdve folyamatosan fontos országos hivatalt viselt. A király kíséretének tagjaként 1433-ban Rómában is járt. 1436-38, majd 1440-53 között főkincstartó, 1436-ban Csejte és Jókő uradalmát kapja adományul. 1436-37-ben a kunok bírája, 1437-ben aradi és csongrádi ispán volt. 
Habsburg Albert halála (1439) után az országnagyok egyike. 1440-ben Jagelló I. Ulászló királlyá választását támogatta, és tagja volt a tényt a lengyel uralkodóval közlő küldöttségnek. 1441-45-ben soproni, 1448-58-ban nyitrai ispán, Ulászló király halála után, 1445-ben pedig a hét országos főkapitány egyike. Ebben a minőségében Hunyadi János kormányzósága (1446-52) alatt a Vág völgyét védte: kénytelen volt saját hadsereget kiállítani Giskra János cseh zsoldosvezér, valamint sok más morva és osztrák főúr ellen, akik folyamatosan a birtokaira törtek. 1454-től V. László ajtónállómestere, 1457-től barsi ispán.
Azt beszélik, hogy Ország Mihály, ez a rendkívül eszes és rengeteg tapasztalata folytán nem ok nélkül bölcsnek tartott férfiú nemcsak a szívében, hanem a száján is vallotta: Akit a Szent Koronával koronázva látsz, imádd, szentséges királynak tekintsd és tiszteld, ha ökör volna is.
1458-tól Szilágyi Mihály, majd az ifjú Mátyás támogatója lett. 1458-ban vette át az elmozdított Garai László nádor hivatalát, melyet haláláig birtokolt. Részt vett a Frigyes-párti főurak, főleg Újlaki Miklós és Mátyás király között folytatott közvetítésekben. Elkísérte Mátyás királyt az összes fontosabb hadjáratára. 1461-ben 5000 fős sereggel támogatta VI. Albert osztrák herceget bátyja, a császár elleni küzdelemben. 1466-ban részt vett a morvaországi hadjáratban. 1467-ben a Mátyás-ellenes erdélyi felkelést leverő sereg vezére, 10 évvel később pedig harcol Szabács ostrománál. Szolgálataiért Mátyástól hatalmas uradalmakat kapott.
Visszaemlékezéseit Thuróczi János felhasználta krónikája megírásához.